# Anaerostipes amylophilus
Anaerostipes amylophilus es una bacteria grampositiva del género Anaerostipes. Fue descrita en el año 2022. Su etimología hace referencia a amante de almidón. Es anaerobia estricta. Tiene un contenido de G+C de 36,6%. Se ha aislado de heces humanas. 